# Ascenseur incliné de Ciutat Meridiana
L'ascenseur incliné de Ciutat Meridiana est un ascenseur incliné situé dans le district du Nou Barris, à Barcelone, en Espagne, il a été le 9 juillet 2007. Cet ascenseur incliné est le premier à avoir vu le jour dans Barcelone. Il permet de franchir les 32 m de dénivelé entre l’avenue Rasos de Peguera et la rue de les Agudes. L'ascenseur est également relié par un ascenseur vertical à la station de métro Ciutat Meridiana de la ligne 11 du métro de Barcelone. Il dispose d'une station inférieure, d'une station intermédiaire et d'une station supérieure. L'ascenseur coulisse sur deux poutres métalliques reposant sur sept piliers. Il a été construit par la société ERSCE, SA.
Grâce à cet ascenseur incliné, la mobilité de ce quartier est améliorée en particulier pour les personnes à mobilité réduite.

## Caractéristiques techniques
La ligne fait 95,7 m de longueur pour un dénivelé de 32 m avec une pente maximale de 36,4 % et l'écartement des rails est de 1 600 mm. La ligne est à voie unique, elle possède un seul ascenseur à traction électrique avec une capacité de 23 personnes par voiture dont 4 places assises et le trajet dure 38 s. L'ascenseur va a une vitesse de 2,5 m/s et est tracté par 5 câbles. La station basse est située à 57,5 m d'altitude et la station haute est située à 89,8 m d'altitude. Il a une puissance de 11,5 kw.

## Histoire
Les travaux de l'ascenseur ont débuté en octobre 2004, bien que le projet fût bien antérieur et que l'ascenseur devait être relié à la ligne 11 du métro, qui a été inaugurée en décembre 2003. La station Ciutat Meridiana située a une profondeur de 50 mètres, la plus profonde du métro barcelonais, devait avoir deux accès, l’un dans la partie supérieure du quartier et l’autre dans une zone plus basse. La complexité d'ouverture d'un accès, a fait qu'un seul des deux accès a été percé, situé dans la rue Pedraforca. Pour compenser l’absence du second, deux ascenseurs ont été projetés : un vertical, qui relie les rues de les Agudes et Pedraforca qui est entré en service peu de temps après l’ouverture de la station; et l'autre, incliné, qui est celui de Ciutat Meridiana.
Pendant plusieurs mois, les habitants du quartier attendaient l'ouverture de l'ascenseur incliné malgré le fait qu'il était déjà construit, selon des sources de GISA, le retard aurait été causé par le remplacement de la chaîne qui transporte l'ascenseur car elle faisait trop de bruit. 
Après près de trois ans de travail et neuf mois de retard par rapport au dernier calendrier officiel, l'ascenseur incliné fut mis en service le 9 juillet 2007. Selon les prévisions de la Généralité de Catalogne, l’administration qui s'est occupée des travaux, les travaux ont coûté 2,8 millions d'euros. Après avoir terminé les tests avec succès, l'ascenseur a été mis en service par la mairie, qui s'occupe de son exploitation. 

## Galerie de photographies

Photos sous d'autres angles de l'ascenseur incliné de Ciutat Meridiana, le 31 7 2012.
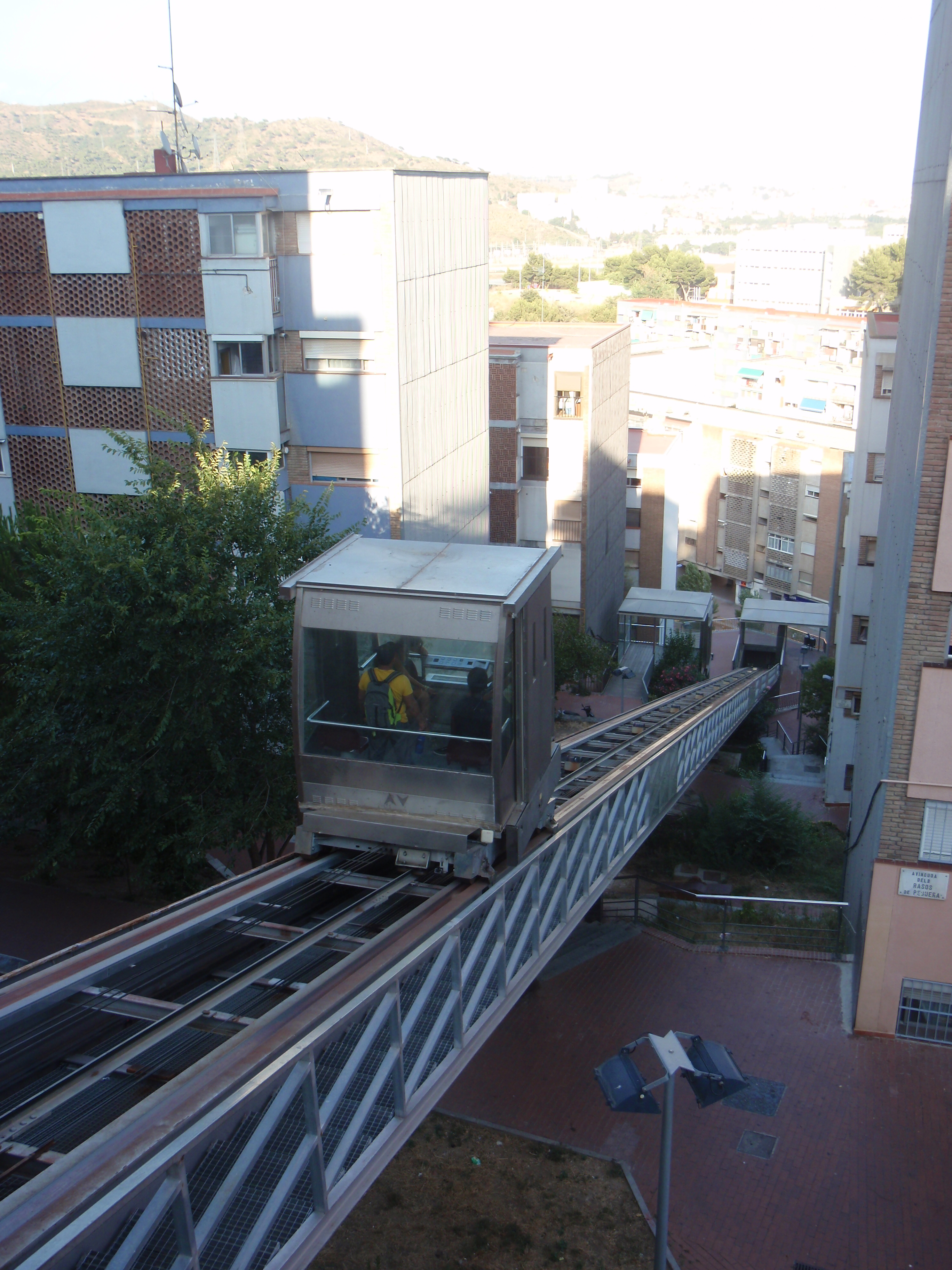
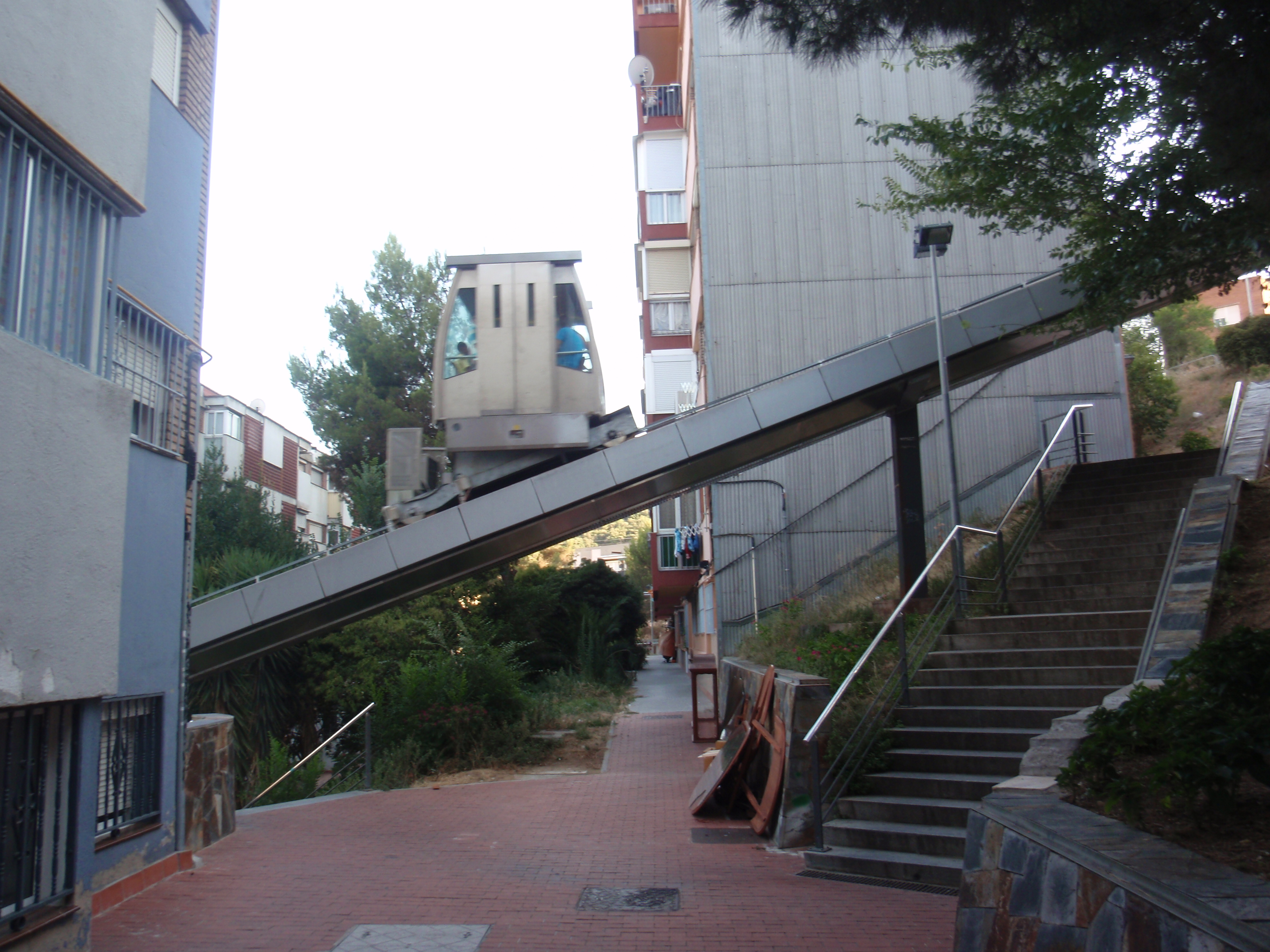

- Photos sous d'autres angles de l'ascenseur incliné de Ciutat Meridiana, le 31 juillet 2012.